# Xã Berry, Quận Wayne, Illinois
Xã Berry (tiếng Anh: Berry Township) là một xã thuộc quận Wayne, tiểu bang Illinois, Hoa Kỳ. Năm 2010, dân số của xã này là 351 người.